# Томашгородська селищна рада
Томашгородська се́лищна ра́да — орган місцевого самоврядування в Рокитнівському районі Рівненської області. Адміністративний центр — селище міського типу Томашгород.

## Загальні відомості
- Томашгородська селищна рада утворена 26 березня 1960 року.
- Територія ради: 133,99 км²
- Населення ради: 2 535 осіб (станом на 2001 рік)

## Населені пункти
Селищній раді підпорядковані населені пункти:
- смт Томашгород

## Склад ради
Рада складається з 16 депутатів та голови.
- Голова ради: Аксьонов Віктор Іванович
- Секретар ради: Вежичанін Галина Вячеславівна

### Керівний склад попередніх скликань
| Прізвище, ім'я, по батькові | Основні відомості                                                | Дата обрання | Дата звільнення |
| --------------------------- | ---------------------------------------------------------------- | ------------ | --------------- |
| Власик Іван Сергійович      | Селищний голова, 1970 року народження, безпартійний              | 26.03.2006   | 31.10.2010      |
| Аксьонов Віктор Іванович    | Селищний голова, 1964 року народження, освіта вища, безпартійний | 31.10.2010   |                 |

Примітка: таблиця складена за даними сайту Верховної Ради України

### Депутати
За результатами місцевих виборів 2010 року депутатами ради стали:

#### За суб'єктами висування
| Суб'єкт висування | Кількість обраних депутатів | %  |
| ----------------- | --------------------------- | -- |
| Партія регіонів   | 8                           | 50 |
| Самовисування     | 8                           | 50 |

#### За округами
| № округу        | Прізвище, ім'я, по батькові    | Дата визнання обраним | Освіта             | Партійна приналежність | Відомості про обраного депутата                                |
| --------------- | ------------------------------ | --------------------- | ------------------ | ---------------------- | -------------------------------------------------------------- |
| Партія регіонів |                                |                       |                    |                        |                                                                |
| 1               | Андріяшева Лариса Миколаївна   | 05.11.2010            | вища               | член Партії регіонів   | Школа-ліцей, вчитель                                           |
| 7               | Таргоній Микола Васильович     | 05.11.2010            | вища               | позапартійний          | Нафтоком ОІЛ, головний інженер                                 |
| 9               | Богомаз Олександр Васильович   | 05.11.2010            | вища               | позапартійний          | Томашгродська амбулаторія, зубний лікар                        |
| 12              | Власик Наталія Федорівна       | 05.11.2010            | вища               | член Партії регіонів   | загальноосвітня школа № 3, директор                            |
| 13              | Мельник Таїса Леонідівна       | 05.11.2010            | середня спеціальна | позапартійна           | «Нафтоком ОІЛ», головний бухгалтер                             |
| 14              | Корінь Ірина Миколаївна        | 05.11.2010            | вища               | позапартійна           | загальноосвітня школа № 3, вчитель                             |
| 15              | Куришко Ольга Василівна        | 05.11.2010            | середня спеціальна | позапартійна           | Томашгородська селищна рада, спеціаліст                        |
| 16              | Андріяшева Лариса Миколаївна   | 05.11.2010            | вища               | член Партії регіонів   | Школа-ліцей, вчитель                                           |
| Самовисування   |                                |                       |                    |                        |                                                                |
| 2               | Бежаєва Валентина Георгіївна   | 05.11.2010            | вища               | позапартійна           | Школа-ліцей, вчитель                                           |
| 3               | Прит Олександр Сергійович      | 05.11.2010            | вища               | позапартійний          | Школа-ліцей, директор                                          |
| 4               | Бортнік Олександр Миколайович  | 05.11.2010            | середня спеціальна | позапартійний          | тимчасово не працює                                            |
| 5               | Грудень Ярослав Антонович      | 05.11.2010            | вища               | позапартійний          | Бібліотека, бібліотекар                                        |
| 6               | Вежичанін Галина В'ячеславівна | 05.11.2010            | вища               | позапартійна           | Томашгородська селищна рада, секретарь виконкому               |
| 8               | Басич Олена Адамівна           | 05.11.2010            | вища               | позапартійна           | Школа-ліцей, вчитель                                           |
| 10              | Рибакова Світлана Миколаївна   | 05.11.2010            | вища               | позапартійна           | ВАТ Рокитнівський «Склозавод», інженер-хімік                   |
| 11              | Таргоній Тетяна Петрівна       | 05.11.2010            | середня спеціальна | позапартійна           | Управління праці та соціального захисту населення, координатор |